# L'Orfeo Barockorchester
L'ensemble L'Orfeo Barockorchester est un ensemble autrichien de musique baroque et classique fondé en 1996, adepte de l'interprétation historiquement informée, soit l'interprétation sur instruments anciens (ou copies d'instruments anciens).

## Historique
L'ensemble L'Orfeo Barockorchester a été fondé en 1996 par la violoniste et chef d'orchestre Michi Gaigg et la flûtiste et hautboïste Carin van Heerden.
Michi Gaigg est une violoniste autrichienne influencée par Nikolaus Harnoncourt durant ses études au Mozarteum de Salzbourg et qui a ensuite continué sa formation au violon baroque auprès d'Ingrid Seifert et de Sigiswald Kuijken,. Elle a travaillé avec Frans Brüggen, Christopher Hogwood, René Jacobs, Ton Koopman et Hermann Max. En 1983, elle fonde à Munich l'ensemble L'Arpa Festante dont elle assure la direction jusqu'en 1995, avant de retourner en Autriche où elle fonde L'Orfeo Barockorchester en 1996,.
L'Orfeo Barockorchester a compté initialement de 15 à 17 musiciens pour évoluer ensuite vers 25 musiciens.
L'Orfeo Barockorchester a présenté plusieurs premières mondiales et a reçu de multiples prix pour ses enregistrements (voir plus loin).

## Répertoire
L'Orfeo Barockorchester se consacre aux grandes œuvres vocales et instrumentales de la période baroque ainsi qu'aux compositions injustement oubliées des XVIIe et XVIIIe siècles.
L'ensemble met particulièrement l'accent sur la musique autrichienne, sur celle du sud de l'Allemagne et de Bohême, :
- Johann Caspar Ferdinand Fischer, compositeur baroque originaire de Bohême (1656-1746)
- Benedikt Anton Aufschnaiter, compositeur baroque autrichien (1665-1742)
- Ignaz Holzbauer, compositeur autrichien de l'École de Mannheim (1711-1783)
- Georg Christoph Wagenseil, compositeur autrichien de l'École préclassique de Vienne (1715-1777)
- Anton Fils, compositeur bavarois de l'École de Mannheim (1733-1760)

## Discographie sélective
- 1997 : Symphonies (WV 351, 413, 418, 438, 441) de Georg Christoph Wagenseil
- 1998 : Serenades de Benedikt Anton Aufschnaiter
- 1998 : Five Symphonies d'Ignaz Holzbauer
- 2001 : Salve Regina de Johann Christian Bach, avec Emma Kirkby et Markus Schäfer
- 2002 : Concert Arias for Tenor de Wolfgang Amadeus Mozart, avec Christoph Prégardien (ténor)
- 2002 : Symphonies d'Anton Fils
- 2002 : Symphonies de Leopold Mozart
- 2004 : Symphonies & Overtures de Josef Mysliveček
- 2004 : Complete Violin Concertos de Georg Philipp Telemann (Vol.1 en 2004, Vol.2 en 2007)
- 2006 : Mödlinger Tänze de Ludwig van Beethoven
- 2007 : Le Journal du Printemps de Johann Caspar Ferdinand Fischer
- 2008 : 3 Orchestral Suites de Georg Philipp Telemann
- 2011 : Five Symphonies de Christoph Willibald Gluck
- 2012 : Hoffnung des Wiedersehens, cantates profanes et arias de Georg Philipp Telemann, avec la soprano Dorothee Mields
- 2013 : Betulia Liberata de Wolfgang Amadeus Mozart
- 2014 : Les Élémens de Jean-Féry Rebel et Suite de Castor et Pollux de Jean-Philippe Rameau
- 2014 : Miriways, opéra de Georg Philipp Telemann
- 2014 : Orpheus, opéra de Georg Philipp Telemann
- 2015 : Kantaten für Solo-Sopran de Jean-Sébastien Bach, avec la soprano Dorothee Mields
- 2015 : String Symphonies de Felix Mendelssohn Bartholdy (Vol.1 en 2015, Vol.2 en 2017, Vol.3 en 2019)
- 2017 : Arias & Overtures de Franz Schubert, avec Daniel Behle (ténor)
- 2018 : Wind Overtures Vol.1 de Georg Philipp Telemann
- 2020 : Pigmalion - Dardanus de Jean-Philippe Rameau, avec Anders J. Dahlin (haute-contre)
- 2020 : 3 Overture Suites de Georg Philipp Telemann
- 2021 : Complete Symphonies and Fragments de Franz Schubert

## Accueil critique
Selon le journal suisse Neue Zürcher Zeitung, « l'ensemble possède un caractère unique qui le distingue de toute uniformité globalisée »,

## Récompenses
L'ensemble a reçu pour ses enregistrements de multiples prix : BBC Music Magazine, Diapason, Gramophone, Pizzicato (Supersonic Award), Le Monde de la Musique, Fono Forum, Radio Österreich 1 (Pasticcio Prize), Echo Klassik,.